# Herzogspark

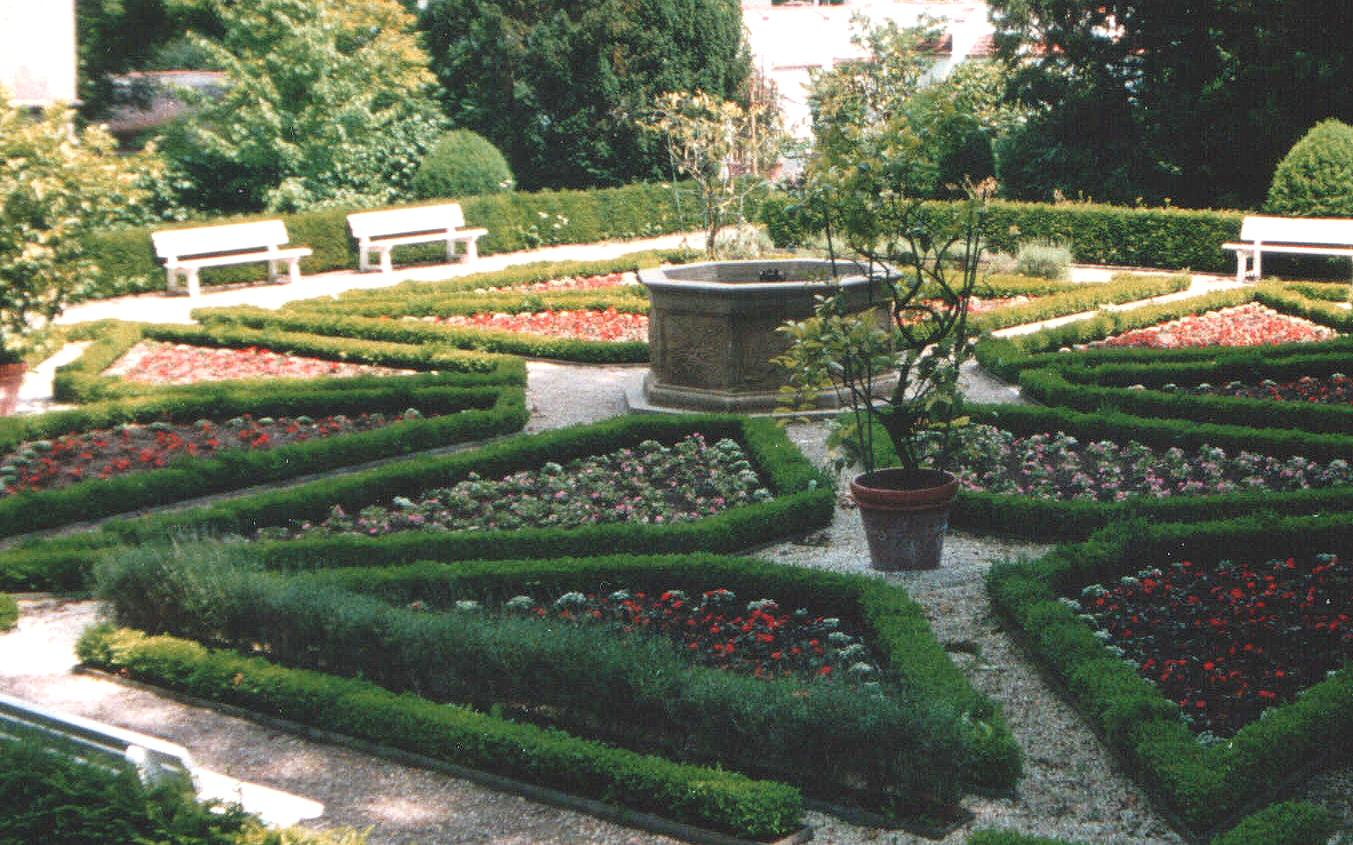
El jardín del Renacimiento en el Herzogspark.

Herzogspark es un jardín municipal de 1.5 hectáreas que alberga un pequeño jardín botánico. Se ubica en los bancos de la orilla del río Danubio en el borde oeste de la ciudad vieja en la calle Hundsumkehr Strasse, Ratisbona, Baviera, Alemania.49°1′23″N 12°4′56″E / 49.02306, 12.08222

## Historia
El parque tiene su fecha de inicio en 1293, cuando fue construida una nueva muralla, después de la ampliación de la ciudad. Su fosa ahora forma la parte del paisaje. 
El sitio se convirtió en un jardín privado en 1804, posteriormente pasó a propiedad de la casa de Thurn und Taxis, y sirvió como la residencia de la princesa María Sofía de Thurn y Taxis, duquesa de Wurtemberg. 
En el año 1935 pasó a la propiedad municipal, y entre 1950 y 1952 fue reconvertido a un parque público.

## Colecciones
Actualmente alberga las secciones siguientes: 
- El Prebrunnturm, una torre medieval cúbica del año 1293, que es visitable en los meses de verano.

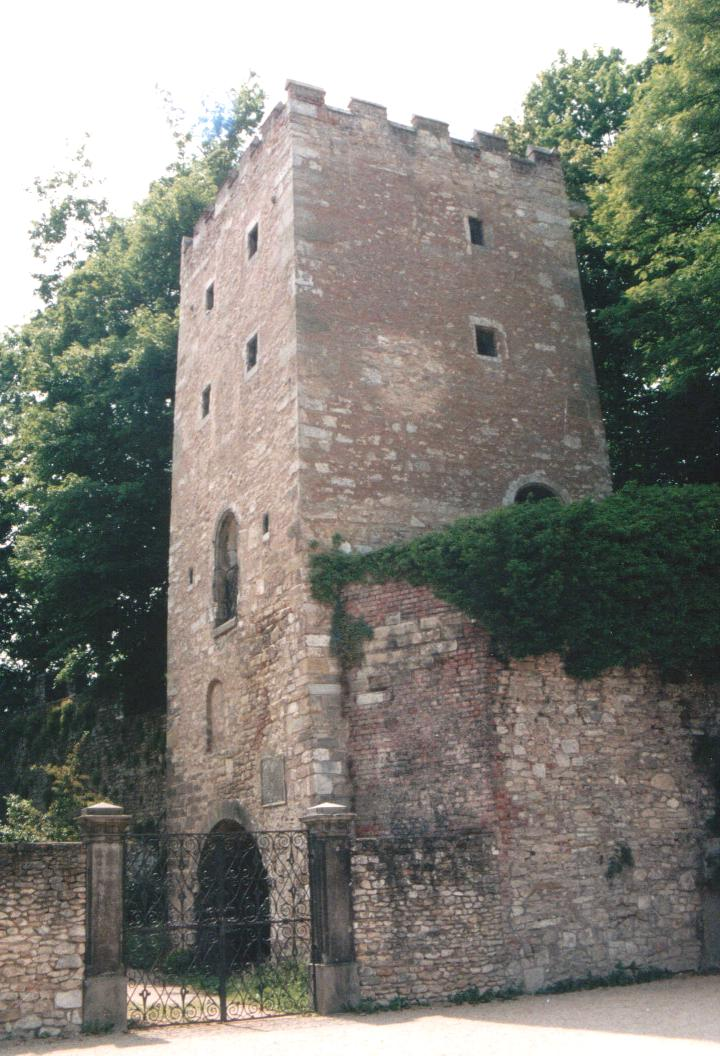
La torre "Prebrunnturm" en el Herzogspark.

- Un pequeño jardín botánico, un alpinum con campanulas, Dianthus caryophyllus, gencianas, rhododendrons, prímulas, etc.; colección de rhododendron ubicada en los antiguos fosos, rosaleda; estanque con lirios de agua y carpas; y jardín de plantas del sur.
- Jardín del Renacimiento, un nuevo jardín en estilo Renacimiento con parterres geométricos delimitados por setos bajos de boj, con un "jardín de Shakespeare" a lo largo de uno de sus límites.

El adyacente Herzogspalais (Palacio Ducal) actualmente es el Museo de Historia Natural de Baviera del Este, y consiste en tres alas interconectadas dedicadas a la mineralogía, paleontología, zoología, y botánica.